# فهرست فرودگاه‌های توگو

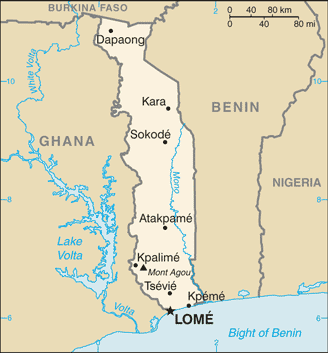
نقشهٔ توگو

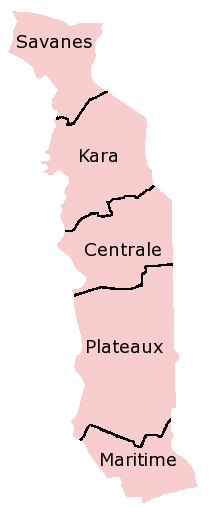
Togo's five regions

این مقاله شامل فهرست فرودگاه‌های توگو است که بر پایهٔ مکان قرارگیری آن‌ها مرتب شده است.

## فرودگاه‌ها
| شهر            | منطقه    | ایکائو | یاتا | نام فرودگاه                |
| -------------- | -------- | ------ | ---- | -------------------------- |
| Anié           | Plateaux | DXKP   |      | فرودگاه کولوکوپه           |
| Atakpamé       | Plateaux | DXAK   |      | فرودگاه اکپاکا             |
| Dapaong        | Savanes  | DXDP   |      | فرودگاه دیانگوو            |
| لومه           | Maritime | DXXX   | LFW  | فرودگاه لومه-توکین         |
| Niamtougou     | Kara     | DXNG   | LRL  | فرودگاه بین‌المللی نیامتوگو |
| Sansanné-Mango | Savanes  | DXMG   |      | فرودگاه سنسانه منگو        |
| Sokodé         | Centrale | DXSK   |      | فرودگاه سوکودی             |